# 弓口副軟口魚
弓口副軟口魚（學名：Parachondrostoma toxostoma）為輻鰭魚綱鯉形目雅羅魚科副軟口魚屬的一個種，被IUCN列為極危保育類動物，分布於歐洲西班牙和法國淡水流域，本魚體延長且側扁，吻尖，背鰭硬棘3枚、背鰭軟條7-9枚、臀鰭硬棘3枚、臀鰭軟條8-11枚，體色銀色，尾鰭叉形，體長可達30公分，體重可達350公克，棲息在水質清澈、礫石底質的溪流，以植物和無脊椎動物為食，繁殖期在五至六月，因外來種入侵導致族群數量減少，可做為遊釣魚。